# برغون (بابويي)
برغون (بالفارسية: برغون) هي قرية تقع في إيران في قسم بابويي الريفي. يقدر عدد سكانها بـ 319 نسمة بحسب إحصاء 2016.